# Fehér torony (Brassó)
A Fehér torony (románul: Turnul Alb, németül: Weißer Turm) a brassói városerőd része, egykori őrtorony a falakon kívül, a Belváros felett északkeletre emelkedő Bácsélen, a Brassópojánára vezető műút mellett. Nevét fehér vakolatának köszönheti. A romániai műemlékek jegyzékében a külső védművek részeként a BV-II-m-A-11294.05 sorszámon szerepel.

## Története
Egyes korabeli krónikák szerint 1460-ban, a brassói falikrónika szerint viszont 1494-ben épült. A Fekete toronyhoz hasonlóan célja a környék felügyelése és a támadók visszaverése volt: őrség hiányában az ellenség könnyen megközelíthette volna a Warthe-domb felől a várost, és sziklák legörgetésével lerombolhatta volna a falakat. A 16. század elején a torony alatt felépítették a Graft-bástyát, mely áthidalta a Köszörű-patak sáncát; innen látták el mozgóhídon keresztül a Fehér-tornyot lőszerekkel és élelemmel, és ostrom idején is biztosított volt a védők cseréje.
A tornyot az ón- és rézöntő céhek tagjai építették és vigyázták, békeidőben is két ember őrködött benne. Egy idő után az ónöntő mesteremberek túl kevesen voltak, így a kötelezettséget 1678-ban visszavásárolták.
Az 1689-es tűzvészben leégett, csak 1723-ban állították helyre. 1888–1960 között a Fehér-tornyot érintve húzódott az Oskar Alesius által létrehozott Királyi sétaút (Promenada Regală), mely rendkívüli rálátást kínált az egész völgyre, azonban a pojánai műút építésekor felszámolták. A tornyot 1902-ben, 1972-ben, és 2000-ben kijavították. 2004–2005-ben nagyszabású felújítást végeztek, lefestették, üvegtetőt helyeztek rá, ajtajához lépcsőt és kilátóerkélyt ácsoltak. 2015-ig a megyei múzeum rendezett benne kiállításokat, azonban ezután bezárták, mivel nem volt jövedelmező.

## Leírása
A város szintjéhez képest 30 méter magasan van, a várfaltól 60 méter távolságra. Zárt félkör alakú (legnagyobb szélessége 19,2 méter), magassága 20 méter, a vakolt mészkő falak vastagsága az alapnál 4 méter. Ötemeletes, belül körbefutó fa galériákkal, falaiba lőréseket és szuroköntő nyílásokat vágtak. A legfelső galériából négy csukott erkély nyílik, ahonnan az ellenségre forró vizet vagy szurkot lehetett önteni: három nagyobb erkély a domb felé, egy kisebb pedig a város felé néz. A toronyban egy kályha is volt, melyet melegedésre, vagy az ellenségre öntendő folyadékok melegítésére használtak.
A torony bejárata a város felőli oldalon, 5,4 méter magasan van, így csak létrán lehetett elérni. Jelenleg megközelíthető a Graft-bástyától induló lépcsőn, a Várkert sétányból elágazó ösvényeken, vagy a Brassópojánára vezető országút parkolójából. A Fehér torony a belváros szinte minden pontjáról látható, ugyanakkor erkélyéről átfogható az egész városerőd, Bolonya, Bolgárszeg, a Cenk, sőt még az új városnegyedek egy része is.
A torony melletti egyik öreg fenyőt I. Ferenc József 1852-es brassói látogatásának alkalmával ültették.

## Képek

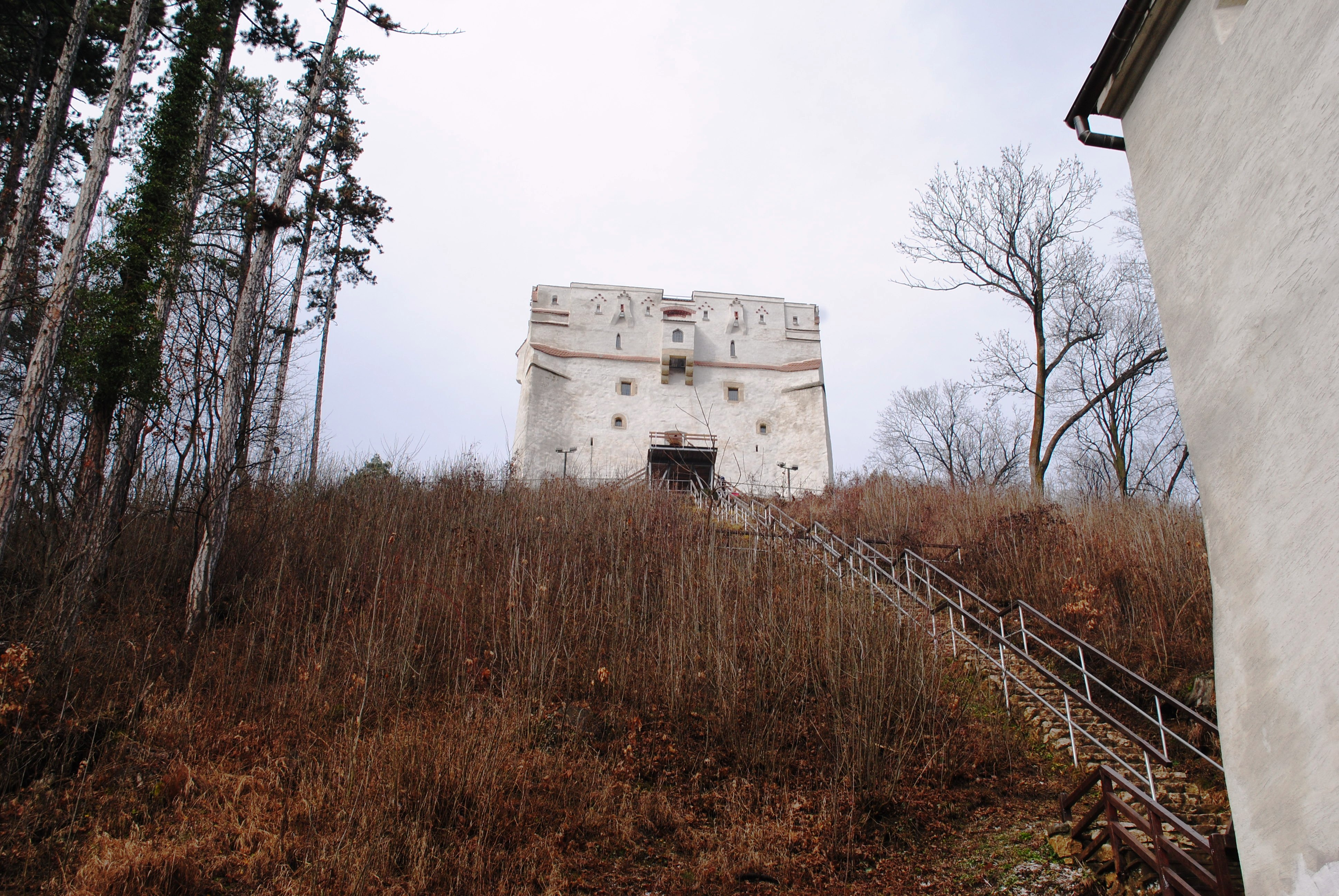
A Graft-bástya mellől
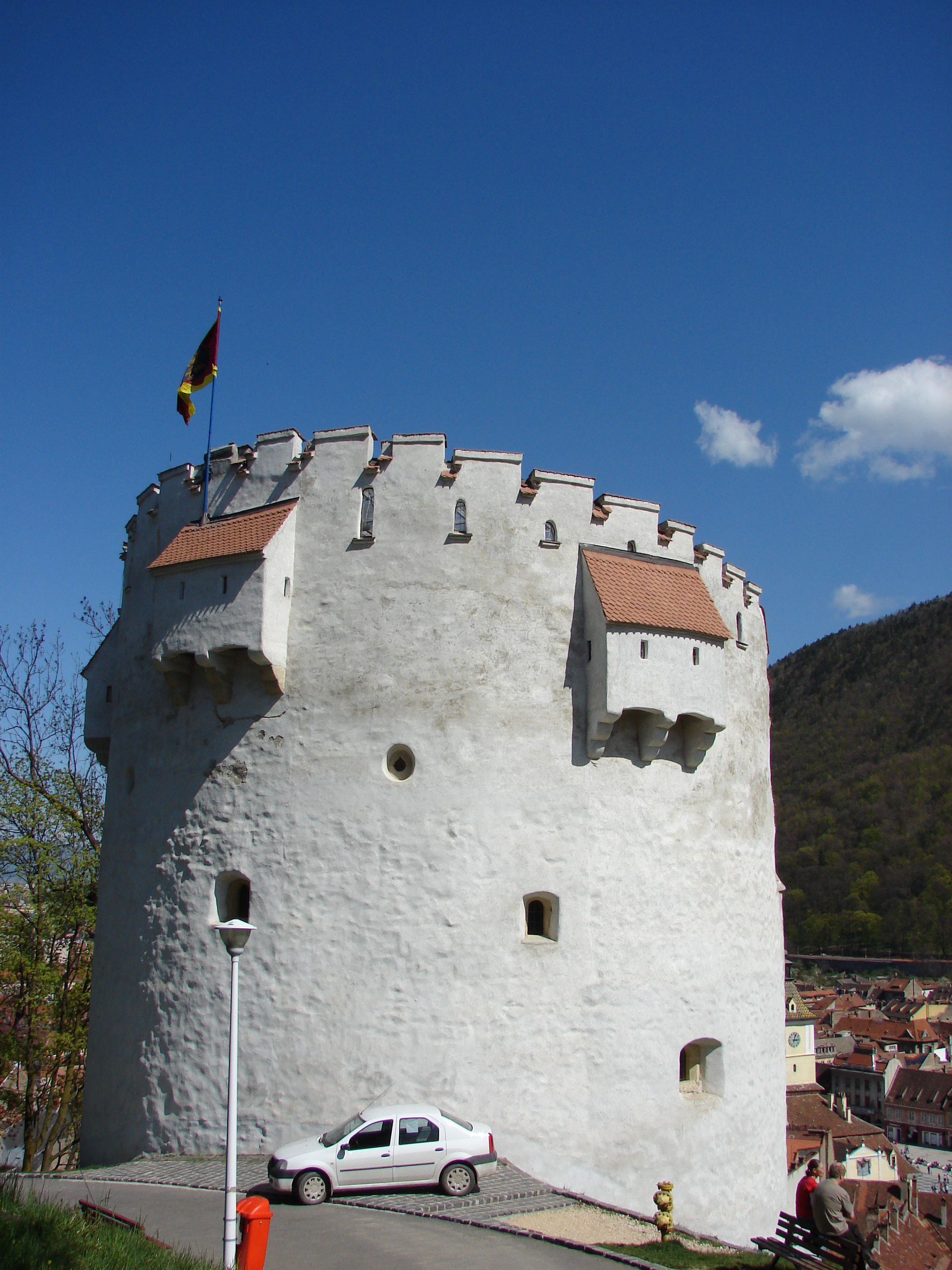
A pojánai útról
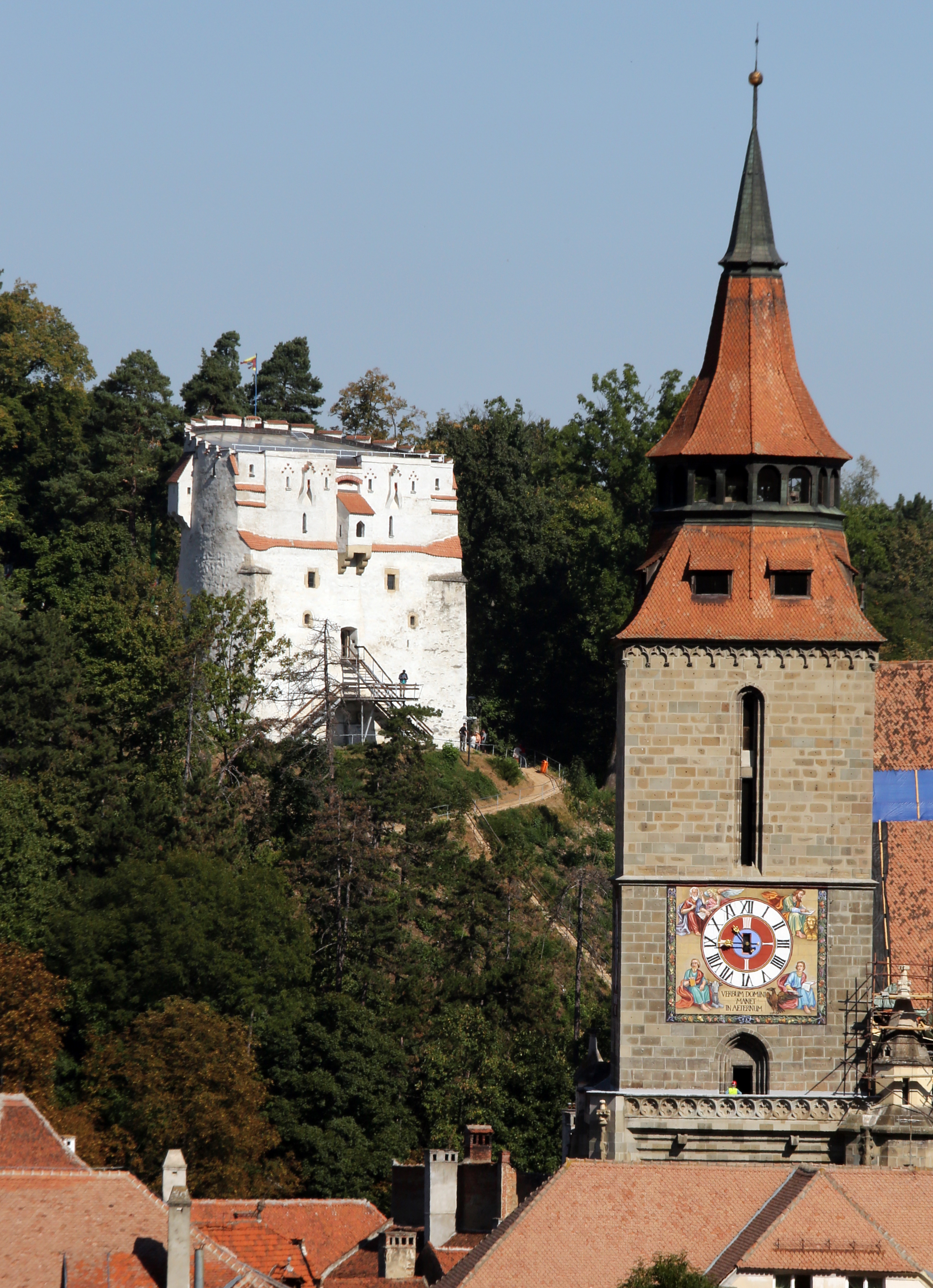
A belvárosból
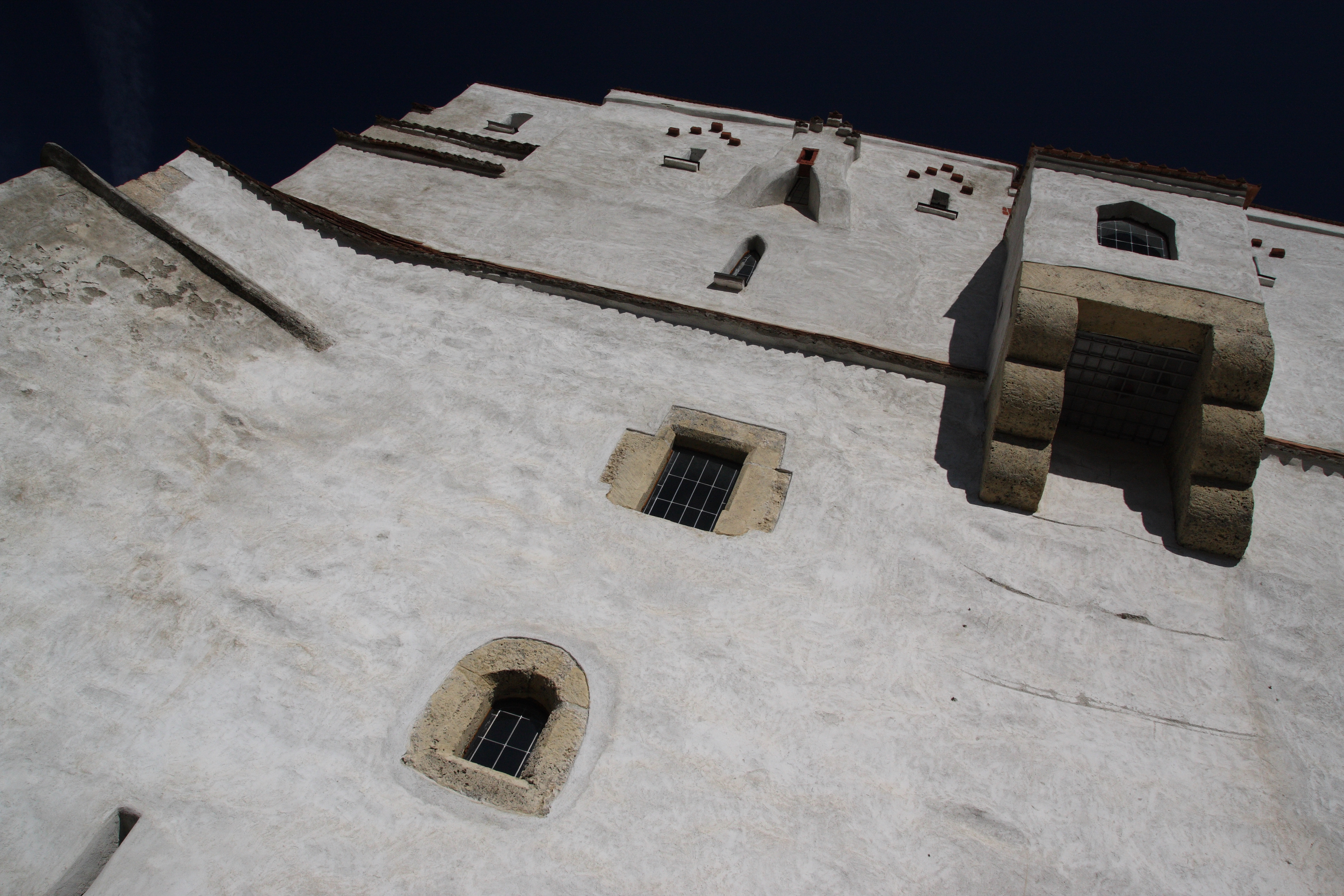
Részlet
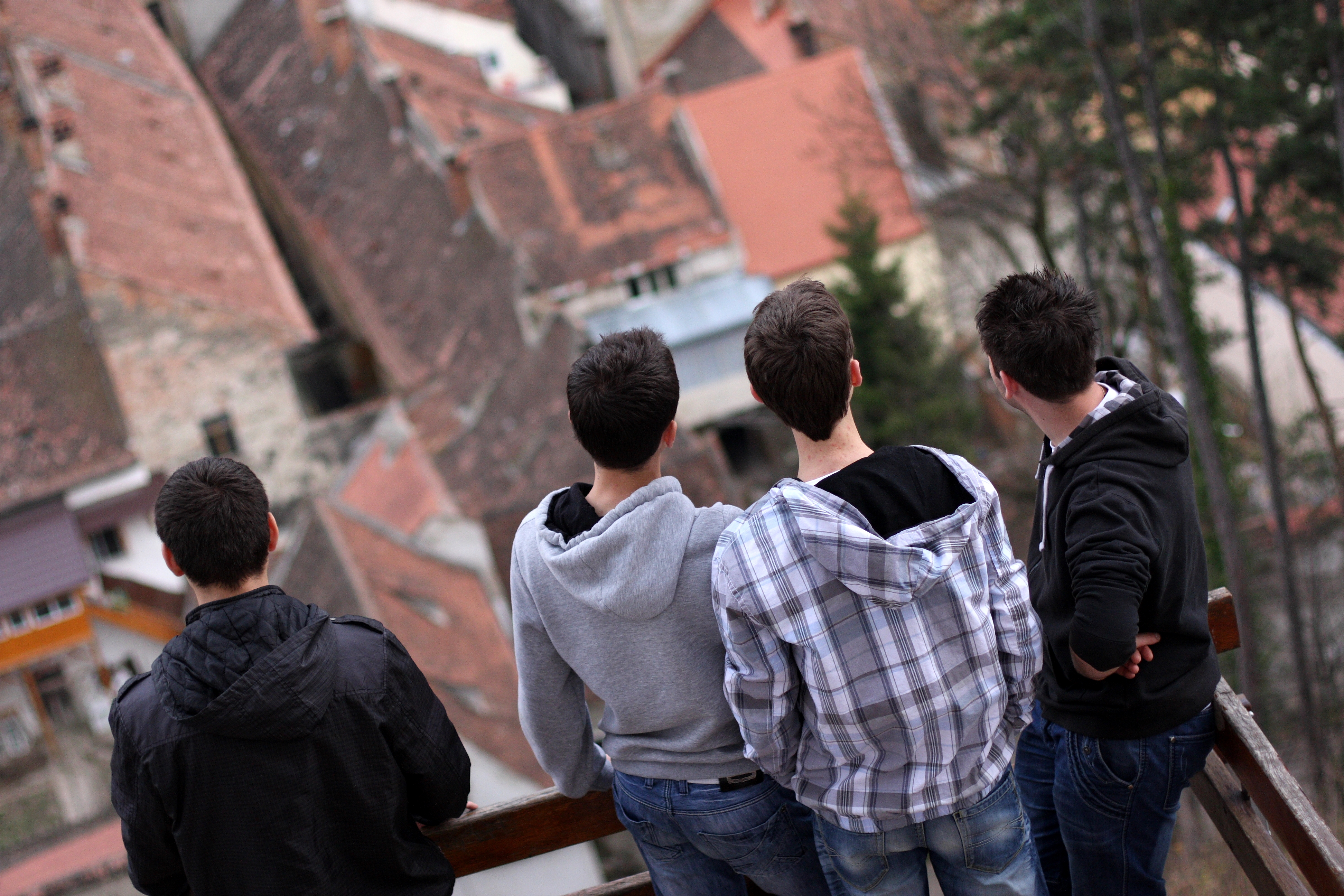
Kilátóerkély